# Francis Bacon
|  | Aquest article tracta sobre el filòsof anglès. Si cerqueu l'artista angloirlandès, vegeu «Francis Bacon (pintor)». |

Francis Bacon (Londres, 22 de gener del 1561 – Highgate, Londres, 9 d'abril del 1626), va ser un filòsof, estadista, francmaçó i assagista anglès. Va ser ordenat cavaller el 1603, nomenat Baron Verulam el 1618, i nomenat 1r Vescomte de Sant Albans el 1621, títols nobiliaris que es van extingir en morir a l'edat de 65 anys, ja que no va tenir descendents.
Va establir i popularitzà una metodologia inductiva per a la investigació científica.
Francis Bacon és considerat per uns quants analistes com l'iniciador del moviment filosòfic de l'empirisme. Va defensar la possibilitat de coneixement científic basat només en el raonament inductiu i l'observació acurada dels esdeveniments a la natura. El més important, va argumentar que la ciència es podria aconseguir mitjançant l’ús d’un enfocament escèptic i metòdic mitjançant el qual els científics pretenen evitar enganyar-se. Tot i que les seves propostes més específiques sobre aquest mètode, el mètode baconià, no van tenir una influència duradora, la idea general de la importància i possibilitat d’una metodologia escèptica fa de Bacon el pare del mètode científic. Aquest mètode era un nou marc retòric i teòric per a la ciència, els detalls pràctics dels quals segueixen sent fonamentals en els debats sobre ciència i metodologia.

## Biografia

### Primers anys i educació

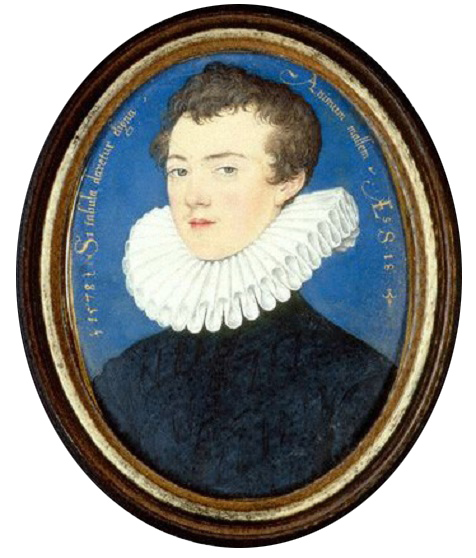
Un jove Francis Bacon representat en un quadre de la National Portrait Gallery; la inscripció al voltant del cap de Bacon diu: Si tabula daretur digna animum mallem, en llatí Si algú pogués pintar la seva ment.

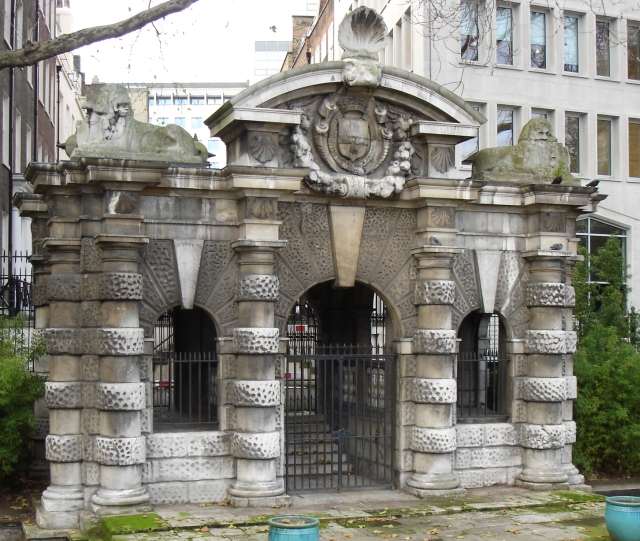
L'entrada italiana a York House, construïda cap al 1626 a Strand, l'any de la mort de Bacon

Francis Bacon va néixer el 22 de gener de 1561 a York House prop de Strand a Londres, fill de Sir Nicholas Bacon (Lord Keeper of the Great Seal) de la seva segona esposa, Anne (Cooke) Bacon, filla del conegut humanista renaixentista Anthony Cooke. La germana de la seva mare estava casada amb William Cecil, primer baró Burghley, fent l'oncle de Burghley Bacon.
Els biògrafs creuen que Bacon es va educar a casa els seus primers anys a causa d'una mala salut, que el va afectar durant tota la seva vida. Va rebre classes de John Walsall, un graduat d’Oxford amb una forta inclinació pel puritanisme. Va anar al Trinity College de la Universitat de Cambridge el 5 d'abril de 1573 a l'edat de 12 anys, vivint-hi durant tres anys juntament amb el seu germà gran Anthony Bacon (1558–1601) sota la tutela personal de John Whitgift, futur arquebisbe de Canterbury. L'educació de Bacon es va dur a terme en gran part en llatí i seguia el currículum medieval. Va ser a Cambridge on Bacon va conèixer per primera vegada la reina Isabel, que va quedar impressionada pel seu intel·lecte precoç, i estava acostumada a anomenar-lo El jove senyor guardià.
Els seus estudis el van portar a la creença que els mètodes i resultats de la ciència tal com es practicava aleshores eren erronis. La seva reverència per Aristòtil va entrar en conflicte amb el seu rebuig a la filosofia aristotèlica, que li semblava estèril, argumentativa i equivocada en els seus objectius.
El 27 de juny de 1576, ell i Anthony van entrar a la societat magistrorum a Gray's Inn. Uns mesos més tard, Francis va marxar a l'estranger amb Sir Amias Paulet, l'ambaixador anglès a París, mentre Anthony continuava els seus estudis a casa seva. L'estat de govern i la societat a França sota Enric III li va oferir una valuosa instrucció política. Durant els tres anys següents va visitar Blois, Poitiers, Tours, Itàlia i Espanya. No hi ha proves que hagi estudiat a la Universitat de Poitiers. Durant els seus viatges, Bacon va estudiar llengua, govern i dret civil mentre realitzava tasques diplomàtiques rutinàries. Almenys una ocasió va lliurar cartes diplomàtiques a Anglaterra per a Walsingham, Burghley, Leicester i per a la reina.
La mort sobtada del seu pare el febrer de 1579 va fer que Bacon tornés a Anglaterra. Sir Nicholas havia dipositat una quantitat considerable de diners per comprar una finca per al seu fill petit, però abans de fer-ho va morir, i Francis es va quedar amb només una cinquena part d'aquests diners. Després d'haver agafat diners en préstec, Bacon es va endeutar. Per mantenir-se, va establir la seva residència en dret a Gray's Inn el 1579, els seus ingressos es van complementar amb una subvenció de la seva mare Lady Anne de la mansió de Marks prop de Romford a Essex, que va generar un lloguer de 46 lliures.

### Parlamentari

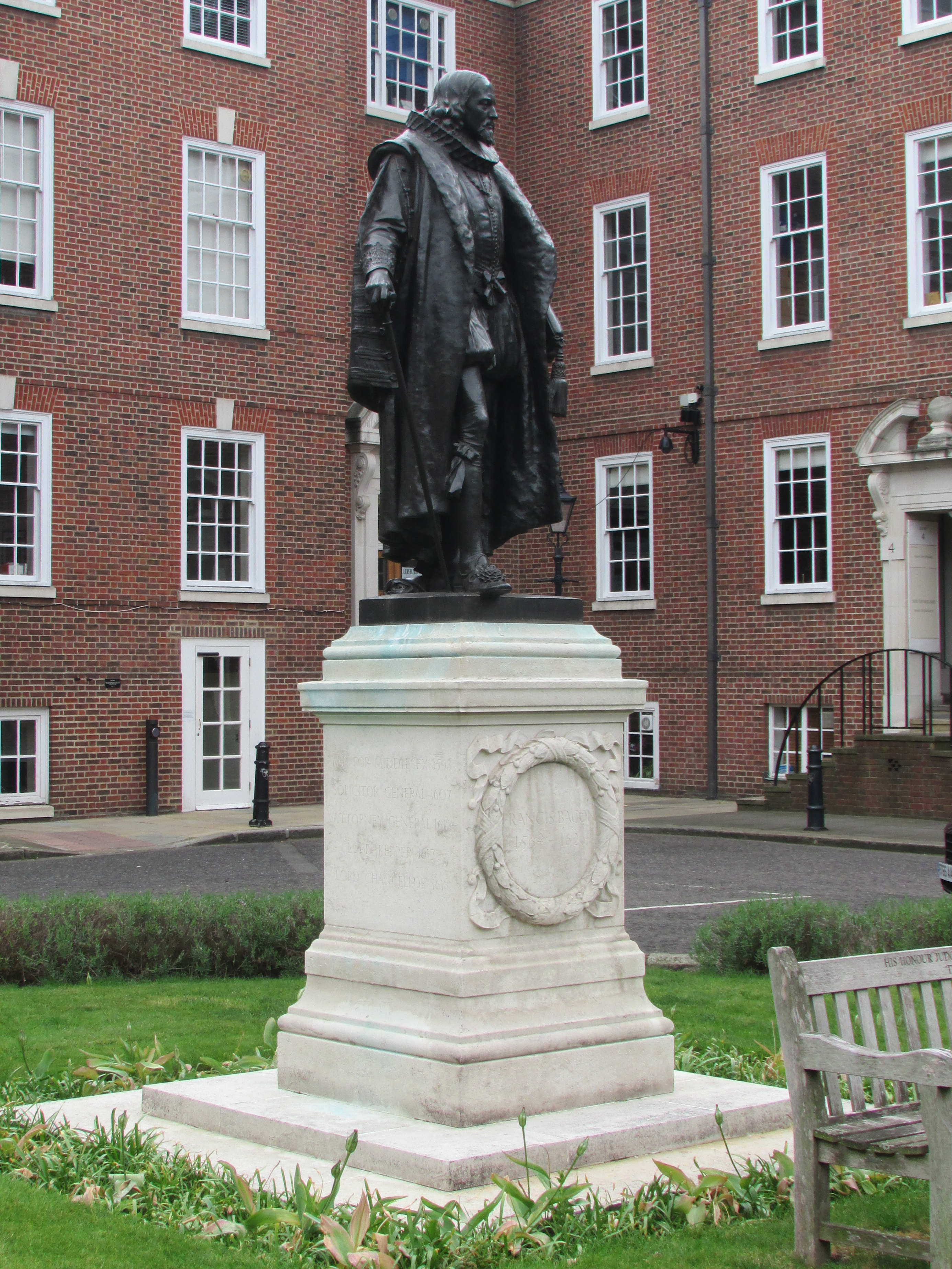
Estàtua de Bacon al Gray's Inn a la plaça South de Londres

Bacon va declarar que tenia tres objectius: descobrir la veritat, servir el seu país i servir la seva església. Va intentar assolir aquests objectius buscant un lloc de prestigi. El 1580, a través del seu oncle, Lord Burghley, va sol·licitar un lloc a la cort que li permetria seguir una vida d'aprenentatge, però la seva candidatura va fracassar. Durant dos anys va treballar en silenci a Gray's Inn, fins que va ser admès com a advocat exterior el 1582.
La seva carrera parlamentària va començar quan va ser elegit diputat per Bossiney, Cornualla, en unes eleccions parcials el 1581. El 1584 va ocupar el seu escó al Parlament per Melcombe a Dorset, i el 1586 per Taunton. En aquesta època, va començar a escriure sobre la condició dels partits a l'església, així com sobre el tema de la reforma filosòfica en el tracte perdut Temporis Partus Maximus. No obstant això, no va aconseguir una posició que creia que el portaria a l'èxit. Va mostrar signes de simpatia pel puritanisme, assistint als sermons del capellà purità de Gray's Inn i acompanyant la seva mare a l’Església del Temple per escoltar Walter Travers. Això va portar a la publicació del seu primer tractat supervivent, que criticava la supressió per part de l'església anglesa del clergat purità. Al Parlament de 1586, va demanar obertament l'execució de la catòlica Maria, reina d'Escòcia.
Per aquesta època, va tornar a apropar-se al seu poderós oncle per demanar ajuda; aquest moviment va ser seguit pel seu ràpid progrés al bar. Es va convertir en conseller el 1586 i va ser escollit Lector el 1587, donant la seva primera sèrie de conferències a la Quaresma l'any següent. El 1589, va rebre el valuós nomenament de reversió al Clerkship de la Cambra de l'Estrella, encara que no va prendre oficialment el càrrec fins al 1608; la publicació tenia un valor de 1.600 lliures a l'any.
El 1588 es va convertir en diputat de Liverpool i després de Middlesex el 1593. Més tard va seure tres vegades a Ipswich (1597, 1601, 1604) i una a la Universitat de Cambridge (1614).
Es va fer conegut com un reformador de mentalitat liberal, amb ganes de modificar i simplificar la llei. Encara que era amic de la corona, es va oposar als privilegis feudals i als poders dictatorials. Va parlar en contra de la persecució religiosa. Va atacar a la Cambra dels Lords en la seva usurpació dels Money Bills. Va advocar per la unió d'Anglaterra i Escòcia, fet que el va fer una influència significativa cap a la consolidació del Regne Unit; i més tard advocaria per la integració d'Irlanda a la Unió. Uns llaços constitucionals més estrets, creia, aportarien més pau i força a aquests països.

### Últims anys del regnat d'Isabel

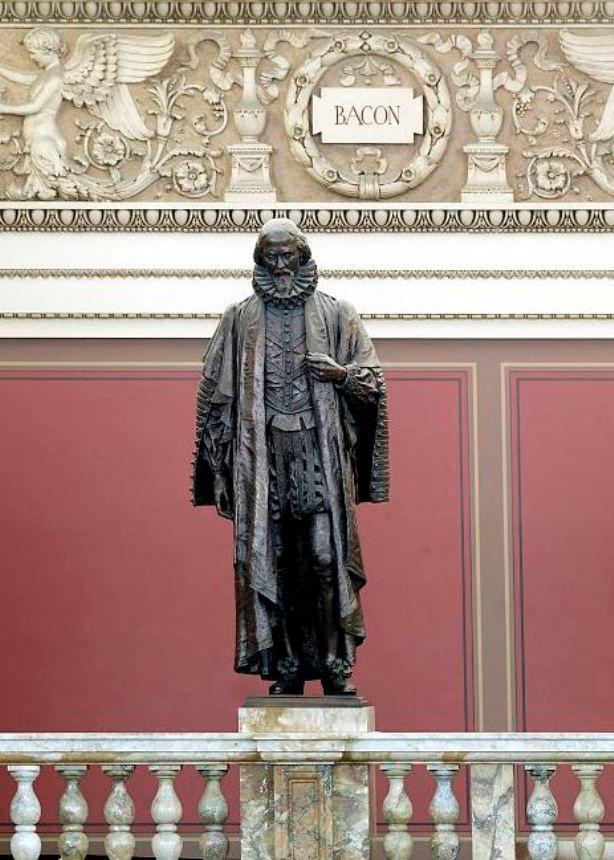
Estàtua de Bacon a la Biblioteca del Congrés de Washington, DC

Bacon aviat va conèixer Robert Devereux, el segon comte d'Essex, el favorit de la reina Isabel. El 1591 va actuar com a conseller confidencial del comte. El 1592, se li va encarregar d'escriure un tractat en resposta a la polèmica antigovernamental del jesuïta Robert Parson, que va titular Certain Observations Made upon a Libel, identificant Anglaterra amb els ideals de l’Atenes democràtica contra la bel·ligerància d'Espanya. Bacon va ocupar el seu tercer escó parlamentari per Middlesex quan el febrer de 1593 Elizabeth va convocar el Parlament per investigar un complot catòlic romà contra ella. L'oposició de Bacon a un projecte de llei que cobraria el triple de subvencions en la meitat del temps habitual va ofendre a la reina: els opositors el van acusar de buscar popularitat i durant un temps la Cort el va excloure del favor.
Quan l'oficina del fiscal general va quedar vacant l'any 1594, la influència de Lord Essex no va ser suficient per assegurar la posició de Bacon i va ser lliurada a Sir Edward Coke. De la mateixa manera, Bacon no va aconseguir l'oficina menor de Procurador General el 1595, i la reina el va reprimir decididament nomenant Sir Thomas Fleming. Per consolar-lo d'aquestes decepcions, Essex li va regalar una propietat a Twickenham, que Bacon va vendre posteriorment per 1.800 lliures.
El 1597 Bacon es va convertir en el primer conseller de la reina designat, quan la reina Isabel el va reservar com a assessor legal. L'any 1597 també se li va concedir una patent, donant-li preferència al Bar. Malgrat les seves designacions, no va poder guanyar l'estatus i la notorietat dels altres. En un pla per reviure la seva posició, va cortejar sense èxit a la jove vídua rica Lady Elizabeth Hatton. El seu festeig va fracassar després que ella va trencar la seva relació en acceptar el matrimoni amb Sir Edward Coke, una espurna més d'enemistat entre els homes. El 1598 Bacon va ser arrestat per deutes. Després, però, la seva posició als ulls de la reina va millorar. A poc a poc, Bacon es va guanyar la posició d'un dels consells erudits. La seva relació amb la reina va millorar encara més quan va trencar els llaços amb Essex – un moviment astut, ja que Essex seria executat per traïció el 1601.
Amb altres, Bacon va ser designat per investigar els càrrecs contra Essex. Alguns seguidors d'Essex van confessar que Essex havia planejat una rebel·lió contra la reina. Posteriorment, Bacon va formar part de l'equip legal encapçalat pel fiscal general Sir Edward Coke al judici per traïció d'Essex. Després de l'execució, la reina va ordenar a Bacon que escrivís el relat oficial del govern del judici, que més tard es va publicar com a DECLARACIÓ de les pràctiques i traïcions intentades i comeses pel difunt Robert Earle d'Essex i els seus còmplices, contra la seva majestat i els seus regnes... després que el primer esborrany de Bacon fos molt editat per la reina i els seus ministres.
Segons el seu secretari personal i capellà, William Rawley, com a jutge Bacon sempre va ser tendre, mirant els exemples amb l'ull de la severitat, però a la persona amb l'ull de la pietat i la compassió. I també que estava lliure de malícia, cap venjança de les ferides, i cap difamador de cap home.

### Jaume I arriba al tron

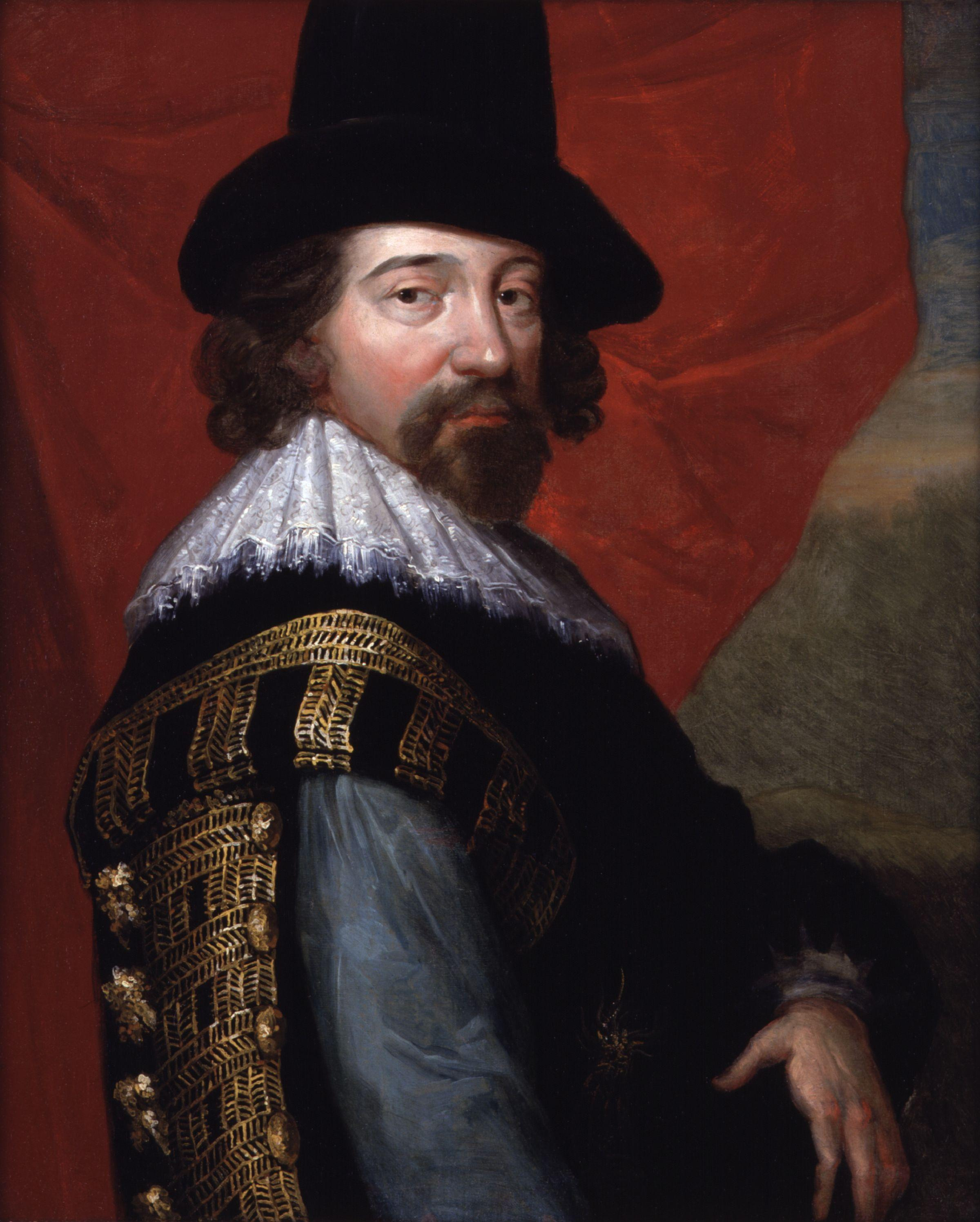
Bacon, c. 1618

La successió de Jaume I va portar a Bacon més afavoriment. Va ser nomenat cavaller el 1603. En un altre moviment astut, Bacon va escriure les seves Disculpes en defensa dels seus procediments en el cas d'Essex, ja que Essex havia afavorit que James succeís al tron. L'any següent, durant la primera sessió parlamentària sense incidents, Bacon es va casar amb Alice Barnham. El juny de 1607, finalment va ser recompensat amb l'oficina de Procurador General  i el 1608 va començar a treballar com a Secretari de la Cambra Estelar. Malgrat els ingressos generosos, els vells deutes encara no es podien pagar. Va buscar més promoció i riquesa donant suport al rei Jaume i a les seves polítiques arbitràries. El 1610 es va reunir la quarta sessió del primer Parlament de Jaume. Malgrat el consell que li va donar Bacon, James i els comuns es van trobar en desacord sobre les prerrogatives reials i la vergonyosa extravagància del rei. La casa es va dissoldre finalment el febrer de 1611. Durant tot aquest període Bacon va aconseguir mantenir-se a favor del rei tot conservant la confiança dels comuns.
L'any 1613 Bacon va ser finalment nomenat fiscal general, després d'haver aconsellat al rei de remenar els nomenaments judicials. Com a fiscal general, Bacon, pels seus zels esforços – que incloïa la tortura – per obtenir la condemna d’Edmund Peacham per traïció, va aixecar controvèrsies legals d'alta importància constitucional. Bacon i Gray's Inn van produir The Masque of Flowers per celebrar el casament de Robert Carr, primer comte de Somerset i la seva dona, Frances Howard, comtessa de Somerset, i els va processar amb èxit per assassinat el 1616.
L'anomenat Parlament del Príncep d'abril de 1614 es va oposar a la presència de Bacon a la seu de Cambridge i als diferents plans reials que Bacon havia donat suport. Tot i que se li va permetre quedar-se, el Parlament va aprovar una llei que prohibeix al fiscal general de seure al Parlament. La seva influència sobre el rei havia inspirat evidentment ressentiment o aprensió en molts dels seus companys. Bacon, però, va continuar rebent el favor del rei, la qual cosa va portar al seu nomenament el març de 1617 com a regent temporal d'Anglaterra (per un període d'un mes), i el 1618 com a Lord Canceller. El 12 de juliol de 1618 el rei va crear Bacon Baró Verulam de Verulam a la noblesa d'Anglaterra; llavors es va fer conegut com a Francesc, Lord Verulam.
Bacon va continuar utilitzant la seva influència amb el rei per a mediar entre el tron i el Parlament, i en aquesta capacitat va ser elevat encara més a la mateixa noblesa que el vescomte de Sant Albà el 27 de gener de 1621.

### Lord Canceller i desgràcia pública

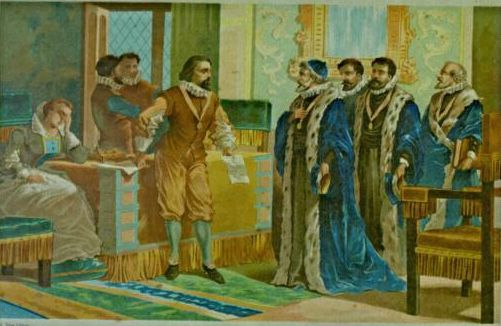
Bacon i membres del Parlament el dia de la seva caiguda política de 1621

La carrera pública de Bacon va acabar en desgràcia el 1621. Després que va caure en deutes, una comissió parlamentària d'administració de la llei el va acusar de 23 càrrecs separats de corrupció. El seu enemic de tota la vida, Sir Edward Coke, que havia instigat aquestes acusacions, va ser un dels nomenats per preparar els càrrecs contra el canceller. Als senyors, que van enviar un comitè per saber si una confessió era realment seva, va respondre: «Senyors meus, és el meu acte, la meva mà i el meu cor; suplico a les vostres senyories que siguin misericordiosos amb una canya trencada». Va ser condemnat a una multa de 40.000 lliures i lliurat a la Torre de Londres a gust del rei; l'empresonament va durar només uns dies i la multa va ser remesa pel rei. Més seriosament, el parlament va declarar Bacon incapaç d'ocupar un futur càrrec o de seure al parlament. Va escapar per poc de patir una degradació, que l'hauria despullat dels seus títols de noblesa. Posteriorment, el vescomte deshonrat es va dedicar a estudiar i escriure.
Sembla poc dubte que Bacon havia acceptat regals dels litigantes, però aquest era un costum acceptat de l'època i no necessàriament evidència d'un comportament profundament corrupte. Tot i que va reconèixer que la seva conducta havia estat laxa, va contestar que mai havia permès que els regals influïssin en el seu judici i, de fet, en ocasions havia donat un veredicte contra els qui l'havien pagat. Fins i tot va tenir una entrevista amb el rei Jaume en la qual va assegurar:
| « | La llei de la naturalesa m'ensenya a parlar en la meva pròpia defensa: Respecte a aquest càrrec de suborn, sóc tan innocent com qualsevol home nascut el dia de Sant Innocents. No he tingut mai un suborn ni una recompensa a l'ull ni al pensament en pronunciar judici o ordre... Estic disposat a fer una oblació de mi mateix al Rei 17 d'abril de 1621 | » |

També va escriure el següent a George Villiers, primer duc de Buckingham:
| « | La meva ment està tranquil·la, perquè la meva fortuna no és la meva felicitat. Sé que tinc les mans netes i el cor net, i espero una casa neta per als amics o els servents; però el mateix Job, o qui fos el jutge més just, per la recerca d'assumptes contra ell que s'han fet servir contra mi, pot semblar per un temps dolent, especialment en un temps en què la grandesa és la marca i l'acusació és el joc. | » |

Com que la conducta d'acceptar regals era una pràctica omnipresent i comuna, i els Comuns investigaven amb zel sobre la corrupció i la malversació judicial, s'ha suggerit que Bacon va servir com a boc expiatori per desviar l'atenció de la pròpia mala pràctica i la suposada corrupció de Buckingham.
El veritable motiu del seu reconeixement de culpabilitat és objecte de debat, però alguns autors especulen que podria haver estat motivat per la seva malaltia o per la visió que gràcies a la seva fama i la grandesa del seu càrrec s'estalviaria un càstig dur. Fins i tot podria haver estat xantatge, amb una amenaça d'acusar-lo de sodomia, per confessar-lo.
El jurista britànic Basil Montagu va escriure en defensa de Bacon, sobre l'episodi de la seva desgràcia pública:
| « | Bacon ha estat acusat de servilisme, de dissimulació, de diversos motius vils, i de la seva bruta cria d'accions viles, totes indignes del seu alt naixement, i incompatibles amb la seva gran saviesa i l'estimació en què el tenien els esperits més nobles de l'època. És cert que hi va haver homes en el seu temps, i hi haurà homes en tots els temps, als quals els agrada més comptar taques al sol que alegrar-se de la seva brillantor gloriosa. Aquests homes l'han calumniat obertament, com Dewes i Weldon, les falsedats dels quals van ser detectades tan bon punt es van pronunciar, o s'han fixat en certs compliments i dedicacions cerimonioses, la moda del seu temps, com a mostra del seu servilisme, passant per sobre de les seves nobles cartes a la reina, el seu alt menyspreu cap al lord Keeper, quan era ell, ell, ell, que era el poderós de Cecil Puckering, amb els seus altres res, podria haver destrossat per sempre la seva obertura de fortunes, oblidant la seva defensa dels drets del poble davant la cort, i els consells veritables i honestos, sempre donats per ell, en moments de grans dificultats, tant a Isabel com a la seva successora. Quan va ser estimat i honrat per una pietat com la d'Herbert, Tennison i Rawley, per esperits nobles com Hobbes, Ben Jonson i Selden, o seguit fins a la tomba, i més enllà, amb un afecte devot com el de Sir Thomas Meautys. | » |

## Influència i llegat

### Ciència

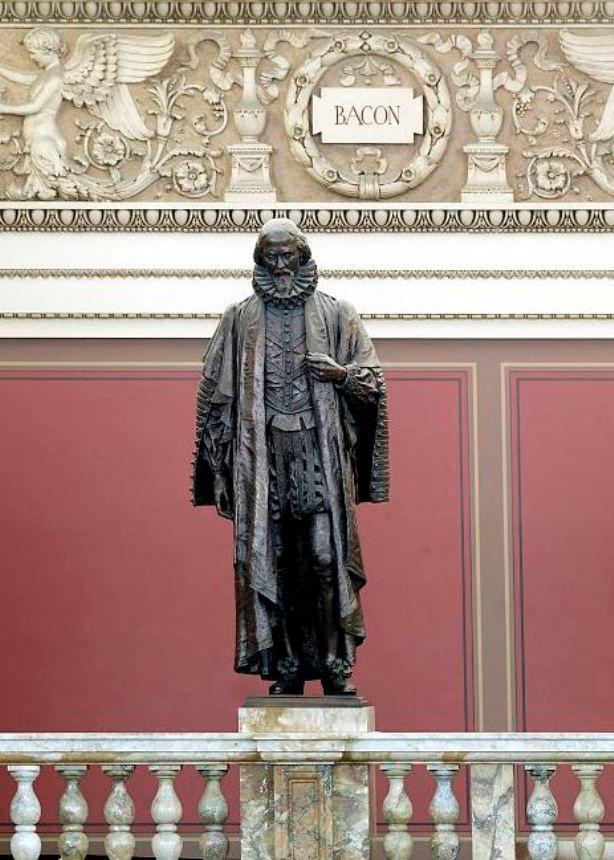
Estàtua de Bacon a la Biblioteca del Congrés de Washington, DC

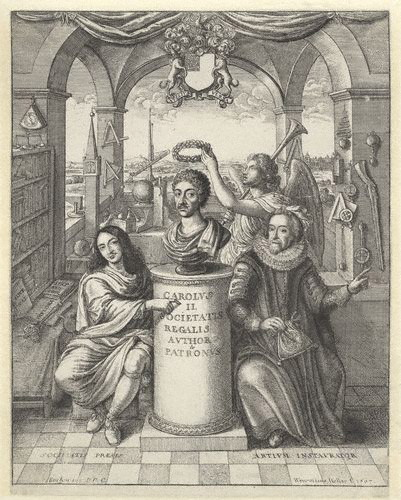
Pintura de la National Portrait Gallery de la portada de The History of Royal-Society of London, que representa Bacon (dreta) entre les influències fundadores de la Royal Society

L'obra seminal de Bacon, el Novum Organum, va tenir una gran influència al segle xvii entre els estudiosos, en particular Sir Thomas Browne, que a la seva enciclopèdia Pseudodoxia Epidemica (1646–72) s'adhereix amb freqüència a un enfocament baconià de les seves investigacions científiques. Aquest llibre comporta la base del mètode científic com a mitjà d'observació i inducció. També Robert Hooke va estar molt influenciat per Bacon, utilitzant el llenguatge i les idees baconianes al seu llibre  Micrographia.
Segons Bacon, l'aprenentatge i el coneixement deriven del raonament inductiu. A través de la seva creença en les dades derivades experimentalment, va teoritzar que tot el coneixement que era necessari per entendre completament un concepte es podia assolir mitjançant la inducció. La inducció en aquest context es pot pensar com raonament a partir de l'evidència, en oposició a deducció o raonament de dalt a baix, que es pot pensar com raonament a partir d'una premissa o hipòtesi preexistent. Per arribar al punt d'una conclusió inductiva, cal considerar la importància d'observar els particulars (parts específiques de la natura). «Una vegada que aquests detalls s'han reunit, la interpretació de la natura procedeix ordenant-los en una disposició formal perquè es puguin presentar a l'enteniment». L'experimentació és essencial per descobrir les veritats de la Natura. Quan es produeix un experiment, les dades s'utilitzen per formar un resultat i una conclusió. Tingueu en compte que aquest procés no implica cap hipòtesi preexistent. Al contrari, el raonament inductiu parteix de dades, no d'una premissa o hipòtesi prèvia. Mitjançant aquesta conclusió de detalls, es pot formar una comprensió de la natura. Ara que s'ha arribat a una comprensió de la natura, es pot extreure una conclusió inductiva. «Només hi ha i poden haver-hi dues maneres de buscar i descobrir la veritat. L'una vola des dels sentits i dels particulars als axiomes més generals, i d'aquests principis, la veritat dels quals pren per assentada i inamovible, procedeix al judici i al descobriment dels axiomes mitjans I aquest camí està de moda. de manera que s'arriba als axiomes més generals al final de tots. Aquest és el camí veritable, però encara no provat». (Axioma XIX de Bacon del Novum Organum)
Bacon explica com arribem a aquesta comprensió i coneixement a causa d'aquest procés per comprendre les complexitats de la natura. «Bacon veu la natura com una complexitat extremadament subtil, que ofereix tota l'energia del filòsof natural per revelar els seus secrets». Bacon va descriure l'evidència i la prova revelada prenent un exemple específic de la natura i ampliant aquest exemple en una afirmació general i substancial de la naturalesa. Un cop entenem els detalls de la natura, podem aprendre més sobre això i estar més segurs de les coses que tenen lloc a la natura, obtenint coneixement i obtenint nova informació tot el temps. «No és menys que un renaixement de la creença supremament confiada de Bacon que els mètodes inductius ens poden proporcionar respostes definitives i infal·libles sobre les lleis i la naturalesa de l'univers». Bacon afirma que quan arribem a entendre parts de la natura, finalment podem entendre millor la natura com un tot a causa de la inducció. Per això, Bacon conclou que tot aprenentatge i coneixement s'han d'extreure del raonament inductiu.
Durant la Restauració, Bacon es va invocar comunament com a esperit rector de la Royal Society fundada sota Carles II el 1660. Durant la Il·lustració francesa del segle xviii, l'enfocament no metafísic de Bacon a la ciència va tenir més influència que el dualisme del seu contemporani francès Descartes, i es va associar amb la crítica a l’Antic Règim. El 1733 Voltaire el va presentar a un públic francès com el pare del mètode científic, una comprensió que s'havia generalitzat a la dècada de 1750. Al segle xix, el seu èmfasi en la inducció va ser revifat i desenvolupat per William Whewell, entre d'altres. Ha estat conegut com el Pare de la Filosofia Experimental.
També va escriure un llarg tractat sobre Medicina, Història de la vida i de la mort, amb observacions naturals i experimentals per a la prolongació de la vida.
Un dels seus biògrafs, l'historiador William Hepworth Dixon, afirma: «La influència de Bacon en el món modern és tan gran que cada home que viatja en un tren, envia un telegrama, segueix una arada de vapor, s'asseu en una cadira, creua el canal. o l'Atlàntic, menja un bon sopar, gaudeix d'un jardí preciós o se sotmet a una operació quirúrgica indolora, li deu alguna cosa».
El 1902 Hugo von Hofmannsthal va publicar una carta fictícia, coneguda com La carta de Lord Chandos, adreçada a Bacon i datada el 1603, sobre un escriptor que viu una crisi del llenguatge.

### Amèrica del Nord

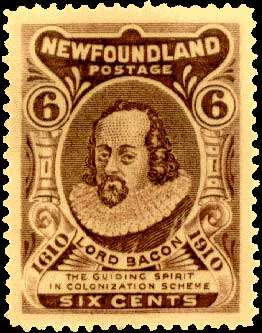
Un segell de Terranova, que diu: Lord Bacon: l'esperit rector en l'esquema de colonització

Bacon va tenir un paper destacat en l'establiment de les colònies britàniques a Amèrica del Nord, especialment a Virgínia, les Carolines i Terranova al nord-est del Canadà. El seu informe governamental sobre La colònia de Virgínia es va presentar el 1609. El 1610 Bacon i els seus associats van rebre una carta del rei per formar el Tresurer i la Companye of Adventurers i plantador de la Citye de Londres i Bristol per al Collonye o plantacon a Terranova, i van enviar John Guy a fundar-hi una colònia. Thomas Jefferson, el tercer president dels Estats Units, va escriure: «Bacon, Locke i Newton. Els considero els tres homes més grans que hagin viscut mai, sense cap excepció, i com els que van posar les bases d'aquelles superestructures que s'han aixecat en les ciències físiques i morals».
El 1910, Terranova va emetre un segell de correus per commemorar el de Bacon en l'establiment de la colònia. El segell descriu Bacon com l'esperit rector dels plans de colonització el 1610. A més, uns quants estudiosos creuen que va ser en gran part responsable de la redacció, el 1609 i el 1612, de dues cartes de govern per a la Colònia de Virgínia. William Hepworth Dixon va considerar que el nom de Bacon podria ser inclòs a la llista de fundadors dels Estats Units.

### Dret
Encara que poques de les seves propostes de reforma de la llei van ser adoptades durant la seva vida, el llegat legal de Bacon va ser considerat per la revista New Scientist l'any 1961 com a haver influït en la redacció del Codi Napoleònic, així com en les reformes de la llei introduïdes pel primer ministre britànic del segle xix, Sir. Robert Peel. L'historiador William Hepworth Dixon es va referir al Codi Napoleònic com l'única encarnació del pensament de Bacon, dient que el treball jurídic de Bacon ha tingut més èxit a l'estranger que no pas a casa, i que a França ha florit i ha arribat a fruita.
Harvey Wheeler va atribuir a Bacon, al Verulamium de Francis Bacon—la plantilla de Common Law de The Modern in English Science and Culture, la creació d'aquests trets distintius del sistema modern de common law:
- utilitzar casos com a dipòsits de proves sobre la llei no escrita;
- determinar la rellevància dels precedents mitjançant principis excloents d'evidència i lògica;
- tractar els escrits oposats com a hipòtesis contradictòries sobre l'aplicació de la llei no escrita a un nou conjunt de fets.

Fins al segle xviii, alguns jurats encara declaraven la llei en lloc dels fets, però ja abans de finals del segle xvii Sir Matthew Hale va explicar el procediment d'adjudicació de dret comú modern i va reconèixer Bacon com l'inventor del procés de descobriment de lleis no escrites a partir del segle xviii. les evidències de les seves aplicacions. El mètode combinava empirisme i inductivisme d'una manera nova que havia d'imprimir la seva signatura en molts dels trets distintius de la societat anglesa moderna. Paul H. Kocher escriu que Bacon és considerat per alguns juristes com el pare de la jurisprudència moderna.
Bacon es commemora amb una estàtua a Gray's Inn, South Square a Londres, on va rebre la seva formació legal, i on va ser elegit tresorer de la posada el 1608.
Els estudis més recents sobre la jurisprudència de Bacon s'han centrat en la seva defensa de la tortura com a recurs legal per a la corona. El mateix Bacon no era un estrany a la cambra de tortura; en les seves diferents capacitats legals tant en els regnats d'Isabel I com de Jaume I, Bacon figurava com a comissari de cinc ordres de tortura. El 1613(?), en una carta dirigida al rei Jaume I sobre la qüestió del lloc de la tortura dins la llei anglesa, Bacon identifica l'abast de la tortura com un mitjà per aprofundir en la investigació de les amenaces a l'estat: «En els casos de traïcions, la tortura s'utilitza per al descobriment, i no com a proves». Per a Bacon, la tortura no era una mesura punitiva, una forma prevista de repressió estatal, sinó que oferia un modus operandi per a l'agent del govern encarregat de descobrir actes de traïció.

### Organització del coneixement
Francis Bacon va desenvolupar la idea que una classificació del coneixement ha de ser universal mentre es gestiona tots els recursos possibles. En la seva visió progressista, la humanitat seria millor si es facilités l'accés als recursos educatius a la ciutadania, d'aquí la necessitat d'organitzar-lo. El seu enfocament de l'aprenentatge va remodelar la visió occidental de la teoria del coneixement d'un individu a un interès social.
La classificació original proposada per Bacon organitzava tot tipus de coneixement en tres grups generals: història, poesia i filosofia. Ho va fer a partir de la seva comprensió de com es processa la informació: memòria, imaginació i raó, respectivament. El seu enfocament metòdic de la categorització del coneixement va de la mà dels seus principis de mètodes científics. Els escrits de Bacon van ser el punt de partida del sistema de classificació de les biblioteques de William Torrey Harris als Estats Units a la segona meitat del 1800.
La frase scientia potentia est (o scientia est potentia ), que significa  el coneixement és poder, s'atribueix comunament a Bacon: l'expressió ipsa scientia potestas est  ('el coneixement en si és poder') apareix a les seves Meditationes Sacrae (1597).

## Pensament

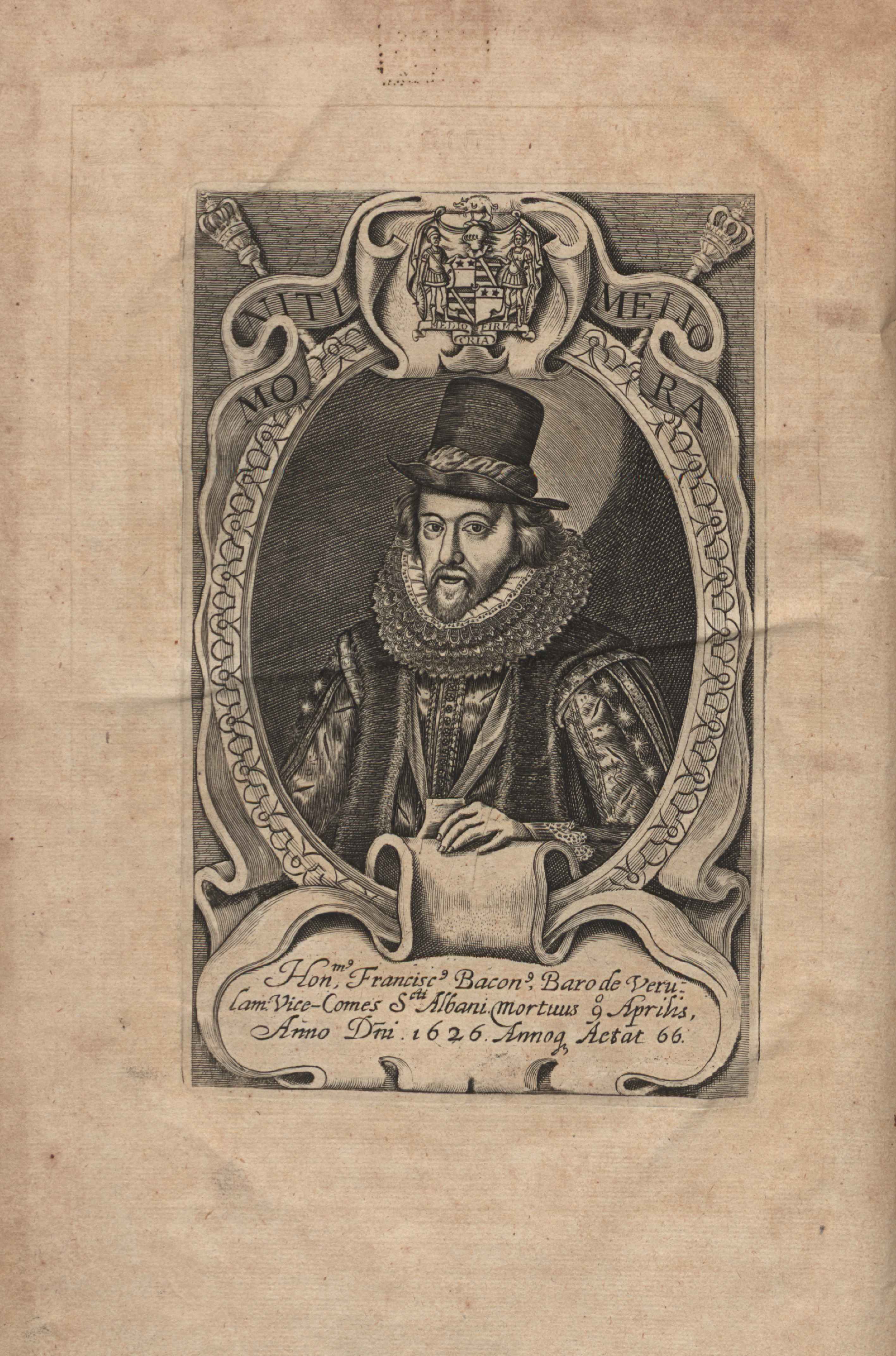
Bacon, Sylva sylvarum

Francis Bacon es va proposar reorganitzar el mètode científic. Contagiat pel sentiment de canvi i de progrés de la seva època, va apostar per un tipus de ciència pràctica i útil. Bacon va voler dirigir la ciència del coneixement vers allò que és observable i utilitzable, la naturalesa real tal com la coneixem, en totes les seves manifestacions. Aquest tipus d'aproximació a la realitat no estava especialment potenciat pel mètode aristotèlic, predominant de l'època, que pretenia conèixer i definir les essències dels objectes.
La seva obra Novum Organum va influir molt en l'acceptació de la ciència com un procés d'observació i experimentació precís. En aquesta obra, mantenia que s'havien d'abandonar tots els prejudicis i actituds preconcebudes de la realitat que va anomenar en grec eidola o ídols i classificà en 4 grups: 
- Ídols de la tribu (comuns a tots els humans, són els errors deguts a les inclinacions naturals).
- Ídols de la caverna (propis de cada individu, són els errors deguts a l'educació rebuda o el caràcter individual).
- Ídols del fòrum (són els errors deguts a les limitacions del llenguatge).
- Ídols del teatre (són els errors deguts a acceptar els sistemes filosòfics anteriors).

La filosofia de Bacon va incidir en la idea que la veritat no es deriva de l'autoritat i que el coneixement és fruit de l'experiència. Bacon considerava que la tradició culta contemporània era estèril perquè havia perdut el contacte amb l'experiència i que la tradició artesanal, que basava el seu coneixement en l'experiència, estava mancada dels mètodes de registre adequats. Bacon proposà el mètode experimental-inductiu.
El seu mètode inductiu té com a objectiu extreure coneixements del món natural mitjançant l'experimentació, l'observació i l'examen d'hipòtesis. La inducció pretén arribar al coneixement dels fets generals a partir dels particulars i es fa amb les taules següents:
- Taula de la presència (analitzem quan apareix el fenomen estudiat).
- Taula de l'absència (analitzem quan no apareix el fenomen estudiat).
- Taula dels graus (analitzem quina gradació té el fenomen estudiat).
- Taula de l'exclusió (separem les qualitats essencials de les accidentals).

Segons Bacon, només eliminant tota noció preconcebuda del món es podria estudiar l'ésser humà i el seu entorn mitjançant observacions detallades i controlades, realitzant el mínim possible de generalitzacions. Totes les tesis científiques han de poder ser validades mitjançant les observacions. Per a Bacon, un científic ha de ser, per damunt de tot, escèptic i no acceptar explicacions que no es puguin demostrar mitjançant l'experiència sensible (empirisme). De fet, els principis que planteja en la seva obra varen ser de vital importància per al posterior desenvolupament de l'empirisme.
Considerava que la ment humana té tres facultats fonamentals: la memòria (que es plasma en la història), la raó (de què s'ocupa la filosofia) i la imaginació (que crea l'art).

## Controvèrsies

### Bacon i Shakespeare
Des del segle xix, Bacon ha estat considerat per moltes veus com el veritable autor de les obres atribuïdes a Shakespeare. Per contra, els que refusen aquesta tesi denuncien que la poesia atribuïda a Bacon és massa diferent de la de Shakespeare com per haver estat escrita per la mateixa persona.

### Teories sobre ocultisme
La suposada connexió entre Bacon, els Rosa-Creu i la francmaçoneria ha estat àmpliament comentada en nombrosos llibres per distints autors i estudiosos. Per altra banda, altres estudiosos com Daphne du Maurier sostenen que no existeix cap prova substancial que avali la teoria de la seva relació amb els rosacreus.

## Obres
Entre les obres més destacades de Bacon, s'hi troben Novum Organum (1620) La Nova Atlàntida (1626), Essays (Assaigs) (1597), The Colours of Good and Evil (Els colors del bé i del mal) (1597), The Advancement of Learning (1605) i Meditationes Sacrae. En aquest darrer, apareix el seu conegut aforisme el coneixement és poder.
- Treballs científics en els quals es presenten les seves idees per a una reforma universal del coneixement a la metodologia científica i la millora de l'estat de la humanitat mitjançant el mètode científic.[57]
- Obres religioses i literàries en les quals presenta la seva filosofia moral i meditacions teològiques.[58][59]}}[60]
- Treballs jurídics en què es proposen les seves reformes en el dret anglès.[48]